# Bublinatka prostřední
Bublinatka prostřední (Utricularia intermedia) je masožravá bylina, v ČR téměř zanikající druh z širokého rodu bublinatka. Je to mokřadní rostlina schopna přežít i občasné vyschnutí lokality, k lovu využívá lapací měchýřky.

## Popis
Rostlina nevytváří kořeny, veškeré živiny přijímá přes své listy nebo lodyhy. Nejlépe ji vyhovuje vodní prostředí s nehlubokou vodou. Má dva typy lodyh rozdílné nejen funkčně, ale i vzhledově. Lodyhy prvého typu plovoucí pod hladinou jsou zelené a bohatě olistěné, zajišťují pro rostlinu fotosyntézu. Dosahují délky do 50 cm, jsou vidličnatě rozvětvené, mají zaoblené konce a nemívají lapací měchýřky. Hustě na nich vyrůstají světle zelené okrouhlé listy o délce do 20 mm a šířce do 30 mm, bývají děleny do 7 až 17 nitkovitých úkrojků majících na tupých koncích štětinky, okraje mívají jemně zubaté. Obdobnými štětinkami vyrůstajícími z nevýrazných papil jsou lodyhy porostlé celé. Lodyhy druhého typu jsou bledě šedé barvy a vyrůstají směrem dolů, nevětví se nebo jen málo, bývají dlouhé okolo 25 cm a končí v bahnitém podkladu stanoviště, listy mají redukovány na drobné šupiny. Jsou hustě porostlé lapacími měchýřky o velikosti až 5 mm které jsou zavěšeny na nitkovitých stopkách.
Z plovoucích lodyh vyrůstají nad hladinu květné stvoly o délce až 20 cm nesoucí 2 až 5 oboupohlavných květů bez listenů na stopkách 0,5 až 1 mm dlouhých. Okvětí květu je tvořeno dvoupyským kalichem velkým 3 až 5 mm s horním pyskem mírně kratším než spodní a dvoupyskou citrónově žlutou korunou dlouhou 0,5 až 1,5 cm. Celokrajný horní pysk koruny je delší než vyklenuté patro dolního pysku, který je okrouhlý, plochý (10 mm dlouhý a 15 mm široký) a jeho okraje jsou mírně skloněné dolů. Vyklenuté patro je polokulovité hnědě žilkované, ostruha je úzce válcovitá a dosahuje délky 7 až 10 mm.

## Rozmnožování
Rozkvétá od června do srpna, květy navštěvuje nad hladinou létající hmyz lákaný na nektar v ostruze. Plody jsou kruhovité tobolky o průměru 2,5 až 3 mm; jen vzácně zralá a klíčivá semena padají přímo na dno. Nejčastěji se ale rostliny rozmnožují vegetativně, což se často děje odlomením části zelené lodyhy která se tak změní v samostatnou rostlinku. Pokud se tak stalo v časném létě, stačí lodyha zesílit a před příchodem zimy společně s ostatními vytvořit na svém konci elipsoidní pupen turion; s příchodem chladného počasí klesnou turiony společně s uhynulými lodyhami ke dnu. Při nástupu jarního oteplení vyplavou turiony k hladině a tam z nich vyrostou obnovené lodyhy. Občas se může lepkavý turion přilepit k peří plovoucích ptáků a takto být přenesen na jiné příhodné stanoviště.

## Výskyt
Je to cirkumpolární druh rostoucí v severních polovinách Eurasie a Severní Ameriky. Vyskytuje se v nehlubokých vodách rašelinišť a slatinišť, na okrajích jezer a rybníků, v mělkých tůních i v lagunách pravidelně rozlévajících se vodných řek. Vyžaduje čistou, kyselou vodu. Nachází se v mezofytiku, v pahorkatinách až podhůří.
Krátkodobé vyschnutí vodního prostředí bublinatce prostřední, která je začleňována mezi semiterestrické (obojživelné) druhy, příliš nevadí. Zelené lodyhy leží na vlhkém rostlinném nebo bahnitém substrátu a nezelené ční ve vlhkém podloží. Potřebuje pouze vodu ke svému obnovení z turionu.

## Ohrožení
Bublinatka prostřední vyrůstá v České republice jen vzácně, hodně jejich lokalit zaniklo, dochovala se pouze na několika místech v jižních Čechách v Třeboňské pánvi. Její ústup je způsoben hlavně eutrofizaci, vysušováním mokřadů a zarůstání stanovišť agresivnějšími rostlinami. Proto byla „Černým a červeným seznamem cévnatých rostlin České republiky z roku 2000“ i vyhláškou MŽP č. 395/1992 Sb. ve znění vyhlášky č. 175/2006 Sb. zařazena mezi druhy kriticky ohrožené.